# 解州
解州（かいしゅう）は、中国にかつて存在した州。五代十国時代から民国初年にかけて、現在の山西省運城市一帯に設置された。

## 概要
948年（乾祐元年）、後漢により河中府の解・安邑・聞喜の3県を分割して解州が立てられた。州治は解県に置かれた。
北宋のとき、解州は永興軍路に属し、解・安邑・聞喜の3県を管轄した。
金のとき、解州は河東南路に属し、解・安邑・聞喜・夏・平陸・芮城の6県と張店・曹張・東鎮・劉荘の4鎮を管轄した。
元のとき、解州は晋寧路に属し、解・安邑・聞喜・夏・平陸・芮城の6県を管轄した。
明のとき、解州は平陽府に属し、安邑・聞喜・夏・平陸・芮城の5県を管轄した。
1724年（雍正2年）、清により解州は直隷州に昇格した。解州直隷州は山西省に属し、安邑・夏・平陸・芮城の4県を管轄した。
1912年、中華民国により解州直隷州は廃止され、解県と改められた。